# T32 (americký tank)
Tank T32 byl projekt těžkého tanku armády Spojených států s cílem vytvořit vhodného nástupce tanku M4A3E2 Sherman „Jumbo“. Americké velení zahájilo vývoj čtyř prototypů, jejichž hlavním cílem bylo, aby nový tank sdílel co nejvíce společných dílů s tankem M26 Pershing.

## Historie a vývoj
Přes slibné výkony v závěrečných fázích druhé světové války byl M26 Pershing považován za příliš lehce vyzbrojený na to, aby mohl bojovat s většinou německých těžkých tanků a stíhačů tanků, jako je například Tiger II nebo Jagdpanther. Přestože jeho zbraň byla schopna uspokojivě proniknout pancířem těchto německých strojů, jeho vlastní pancíř byl považován za nedostatečně odolný vůči palbě zbraní nepřítele. Práce na T32 začaly na počátku roku 1945 s cílem vyvinout výrazně těžší variantu Pershinga. První tank T32 byl vyroben na základě údajů shromážděných z projektu těžkého tanku T29 a zahrnujících experimentální 90 mm dělo, protipancéřovou podkaliberní střelu s tuhým pouzdrem (APCR, v USA zvaný HVAP) i vylepšenou převodovku. Kanón T15E2 osazený v tomto tanku byl mnohem účinnější než zbraň osazená v tanku M26 Pershing a podobně jako u T26E4 Super Pershing, který využíval podobný experimentální kanón, musela být zvýšena hmotnost protizávaží v zadní části věže, aby se vyrovnala hmotnost dlouhé zbraně. Varianta T32E1 eliminovala slabá místa v čelním pancíři, což zahrnovalo i odstranění kulometu namontovaného na trupu. V důsledku všech změn bylo nutné podvozek M26 rozšířit a na každou stranu přidat další pojezdové kolo, čímž se celkový počet kol zvýšil na sedm, aby se snížil měrný tlak na podklad, jelikož kvůli masivně pancéřované věži značně narostla hmotnost tanku. Po skončení druhé světové války byl projekt zrušen a vozidla byla sešrotována.